# D-Generation X
La D-Generation X, nota anche come D-X, è stata una stable di wrestling attiva nella World Wrestling Federation/Entertainment.
Formato inizialmente da Rick Rude, Chyna, Triple H e Shawn Michaels, il gruppo successivamente si espanse diventando un perno fondamentale dell'Attitude Era, grazie ad aggiunte quali X-Pac, i New Age Outlaws e Tori fino allo scioglimento avvenuto nell'agosto del 2000.
Dopo una provocatoria "riunione" nel 2002, la D-X si riformò ancora nel giugno 2006 (formata stavolta solo da Triple H e Michaels) e ancora nell'agosto 2009 fino a marzo 2010.
Si riunirono poi altre quattro volte: in occasione del Tribute to the Troops del 2010, nella puntata di SmackDown del 14 ottobre 2011, il 23 luglio 2012, in occasione della millesima puntata di Raw, con la formazione al completo e nella puntata di Raw del 22 gennaio 2018, per celebrare il venticinquesimo anniversario dello show.
Il 9 ottobre 2018, nella puntata di Raw, Triple H e Shawn Michaels decisero di riunire la D-X e sfidare i The Brothers of Destruction a Crown Jewel in Arabia Saudita. Il 2 novembre la D-X batte i Brothers of Destruction.

## Concetto
(Catchphrase della D-Generation X)
La gimmick del gruppo era quella di una banda di ribelli privi del benché minimo rispetto per le regole, che agivano e parlavano in modo offensivo e provocatorio senza curarsi minimamente delle conseguenze.

Celebri per la loro violenza, l'umorismo mordace e per la tendenza a sottoporre chiunque a scherzi, parodie e prese in giro di ogni genere, la stable fu soprannominata "il gruppo più controverso nella storia della WWF/E", ma è anche riconosciuta come uno dei due fattori, insieme a Steve Austin, che hanno consentito all'Attitude Era di divenire il periodo di maggior successo commerciale e di ascolti dell'azienda.

## Storia

### Degenerates (1997–1998)
Insieme a Triple H, la WWE decise di separare la Kliq, di cui Triple H e Shawn Michaels facevano parte, quindi essi erano esitanti a formare un Tag Team. Nonostante questo, il gruppo apparve per la prima volta l'11 agosto 1997 nel main event di Raw Is War. Durante il match tra Shawn Michaels e Mankind, Triple H e Chyna interferirono nel match; verso la fine del match, Rick Rude ritornò nella WWF, rivelando che egli era la guardia del corpo di Michaels e lo aiutò a vincere il match attaccando Mankind con una sedia. La settimana successiva, a Raw, Shawn Michaels e Triple H si unirono per lottare contro The Undertaker e Mankind, ma persero per squalifica quando Michaels attaccò il Deadman con una sedia. Michaels in seguito volle rincontrare Taker a Ground Zero: In Your House svoltosi il 7 settembre, ma il match lo vinse The Undertaker per squalifica quando intervennero Triple H, Chyna e Rick Rude. Essi facevano vedere spesso in TV dei siparietti umoristici, ma anche horror, e si ribellavano alle figure più importanti della categoria, in particolare Vince McMahon e Sgt. Slaughter, il secondo dei quali veniva chiamato dalla D-X Sgt. Slobber.
Il primo feud che ebbe la D-X fu contro la Hart Foundation, in particolare riguardante Michaels e Bret Hart. A WWF One Night Only, la D-X aiutò Shawn Michaels a battere uno dei membri della Hart Foundation, ovvero British Bulldog, per il WWF European Championship, trasformando Shawn nel primo Grand Slam Champion.
La D-X e i membri della Hart Foundation continuarono la loro faida fino alla fine del 1997, quando, a Survivor Series, Michael vinse il WWF Championship battendo Bret Hart in quello che chiamano lo Screwjob di Montréal, che portò Hart ad andarsene dalla federazione con Bulldog e Jim Neidhart, visto che fu mentito circa l'esito predeterminato del match. Turbato per tale evento, Rick Rude lasciò la D-X e la WWF per tornare in WCW. L'unico membro rimasto della Hart Foundation, ovvero Owen Hart, iniziò un feud con Triple H. Shawn Michaels a D-Generation X: In Your House perse per squalifica contro Ken Shamrock. Prima di quella notte, Triple H batté Sgt. Slaughter in un Boot Camp match grazie ad un intervento di Chyna. Il 22 Dicembre, all'episodio di Raw is War, Shawn Michaels e Triple H, però, furono costretti a combattere uno contro l'altro per il titolo europeo. In un match finto Michaels si fece atterrare poi Triple H corse nel ring per poi schienarlo dopo aver eseguito una ginocchiata al volto (naturalmente visto che il match era finto HHH non colpì Michaels, ma lui fece finta di essersi fatto molto male). A WrestleMania XIV Triple H difese il titolo europeo contro Owen Hart, mentre Shawn Michaels perse il WWF Championship per mano di "Stone Cold" Steve Austin; nel main event c'era Mike Tyson come special enforcer.

### D-X Army (1998–1999)

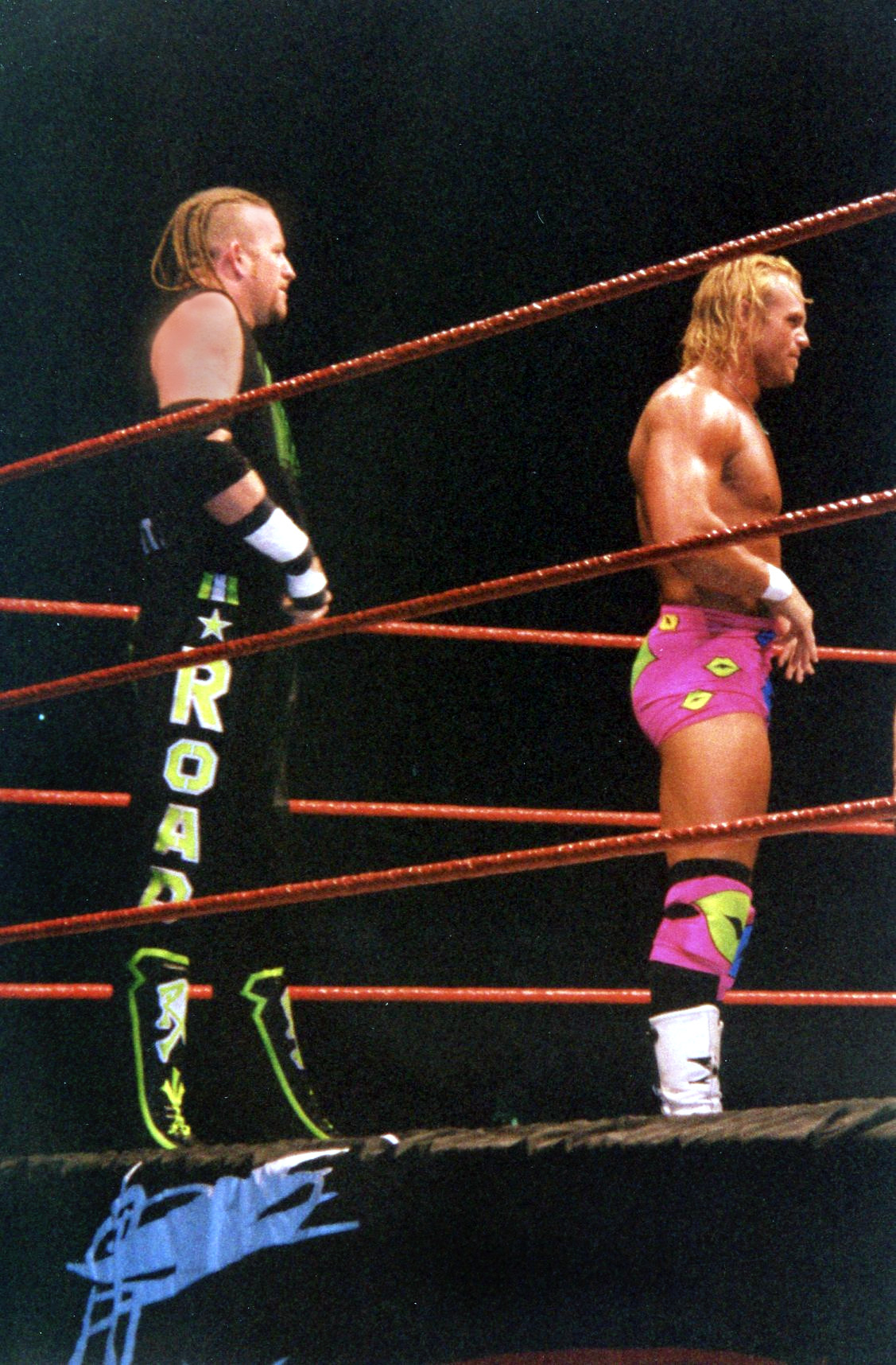
La D-X si espanse dopo l'uscita di Michaels e inclusero, oltre X-Pac, anche i New Age Outlaws

La notte dopo di Wrestlemania, Triple H espulse Michaels dal gruppo per aver "fatto cadere la palla" a WrestleMania dopo aver perso contro "Stone Cold" Steve Austin. Questo perché Michaels si era infortunato gravemente, e per questo si ritirò dal wrestling lottato, salvo poi tornare a combattere nel 2002. Triple H diventò il nuovo leader della D-X e arruolò X-Pac che era stato recentemente licenziato dalla WCW e i WWF Tag Team Champions, i New Age Outlaws. Anche se l'intento della stable era di rimanere heel, diventarono molto popolari tra i fan. Durante quel periodo, essi ebbero un feud con The Rock e la sua Nation of Domination, poi, più tardi, con la Vince McMahon's Corporation. Il gruppo è rimasto unito e molto popolare durante tutto il 1998 e nei primi mesi del 1999.
Negli episodi di Raw is War di aprile e maggio, quando la WWF era in guerra con la WCW, facevano una serie di visite al quartier generale e agli eventi live. Il 27 aprile 1998, Raw is War e WCW Monday Nitro decisero di svolgere il loro show a Hampton Roads, in Virginia, a sole 19 miglia di distanza. La D-X uscì dall'arena dove si stava svolgendo Raw is War e andarono al Norfolk Scope a Norfolk, dove si stava svolgendo WCW Monday Nitro e iniziarono a urlare insulti verso la WCW attraverso un megafono menzionando il fatto che la WCW vendeva biglietti gratis per riempire le arene in modo da allargare lo share in TV. Tentarono poi di entrare nell'arena tramite una piattaforma di carico, nella loro jeep dell'esercito prima di essere fermati da qualcuno chiudendo la porta. Essi tentarono inoltre di organizzare incontri con la forza con il produttore esecutivo di Nitro Eric Bischoff e il proprietario della WCW Ted Turner presso la sede WCW ad Atlanta, Georgia. Poi ci fu un segmento creato con il computer per far vedere Triple H come se fosse volato sopra l'arena dove si stava svolgendo WCW Nitro e scrisse "WCW Sucks" e "D-X dice Suck It" nel cielo. Il gruppo ebbe un feud anche con la Corporation, di cui faceva parte anche l’ex leader della D-X Shawn Michaels. La fazione continuò il feud con Michaels durante la fine del 1998, con Michaels che aiuta Ken Shamrock a battere Billy Gunn per il WWF Intercontinental Championship e favorisce la perdita del WWF Tag Team Championship dei New Age Outlaws e riesce ad attirare i New Age Outlaws alla Corporation il 7 dicembre nell'episodio di Raw is War. In seguito, Michaels, nel gennaio 1999, è stato accolto da D-X una volta di più. Anche questo è stato di breve durata come più tardi quella notte D-X hanno contribuito a Michaels essere un'imboscata da The Corporation, con X-Pac commentando "Ciò che va in giro, arriva intorno".
Alcuni dei promo più memorabili del gruppo furono le loro parodie dei loro rivali. Il 6 luglio 1998, la D-X si beffò della Nation of Domination, con Triple H che prese in giro The Rock (denominato "The Crock"), Road Dogg interpretava D'Lo Brown (denominato "B'Lo Brown"), Billy Gunn interpretava The Godfather (denominato "The Gunnfather"), X-Pac come Mark Henry (denominato "Mizark Henry") e Jason Sensation come Owen Hart. Il 14 dicembre del 1998, rivolsero la loro attenzione alla Corporation, con Triple H ancora denominato "The Crock", Road Dogg che impersonava Mr. McMahon (con due nani che impersonavano Gerald Brisco e Pat Patterson che baciavano il suo deretano), Billy Gunn che impersonava Shane McMahon indossando un pannolino per adulti, X-Pac che impersonava Ken Shamrock, Chyna che faceva finta di essere Big Boss Man e Sensation che impersonava Michaels. Nel corso del 1999, i membri gradualmente cominciarono a diffidarsi l'uno dell'altro. Inizialmente, Chyna lasciò Triple H e si unì alla Corporation il 19 gennaio. A WrestleMania XV, Chyna fece entrare nel gruppo anche Kane, aiutandolo a sconfiggere Triple H; più tardi, quella notte, Triple H e Chyna interferirono nel match valido per l'Intercontinental Championship tra X-Pac e Shane McMahon. Inizialmente, sembrava che fossero lì per aiutare X-Pac, ma Triple H eseguì la Pedigree su di lui. Chyna e Triple H si unirono allora alla Corporation, con Kane che venne espulso. Di conseguenza, X-Pac iniziò lottare con Kane, formando quindi un tag team, e insieme vinsero il WWF Tag Team Championship per 2 volte.
Anche se il gruppo ha mantenuto un fronte unito contro la Corporation, Billy Gunn divenne frustrato della presenza di Kane e l'incapacità di vincere titoli di coppia da X-Pac e Kane. A seguito di una di queste sconfitte, il 29 aprile a SmackDown, Gunn si arrabbiò con X-Pac. La settimana seguente, a Sunday Night Heat, si scusò con X-Pac, ma poi lo attaccò alle spalle e di conseguenza si allontanò dalla D-Generation X, riducendo, quindi, i membri rimasti a solo Dogg e X-Pac. Nelle settimane successive, Gunn continuò ad attaccare X-Pac e Road Dogg, ma venne spesso cacciato da Kane.
Nel mese di luglio, Triple H e Chyna dissero a Billy Gunn che Road Dogg e X-Pac stavano facendo molti più soldi dai diritti di D-Generation X rispetto agli altri tre (a causa del fatto che loro utilizzavano il nome come un tag team). Ciò portò a un tag team match in cui i vincitori avrebbero ottenuto il diritto di utilizzare il nome di D-Generation X, vinto da Road Dogg e X-Pac. Anche se non ufficialmente membro, dopo aver vinto i titoli di coppia, Kane, sotto l'incoraggiamento del partner X-Pac, pronunciò le sue prime parole, senza l'aiuto di una casella vocale, e disse "Suck it".

### D-X/McMahon-Helmsley Era (1999–2000)
Il 25 ottobre, il gruppo (tranne Chyna) si riformò come heel, quando Triple H e X-Pac aiutarono i New Age Outlaws, che si erano riuniti un mese prima, a sconfiggere Steve Austin e The Rock. In quella settimana, a Smackdown, X-Pac suggerì che la D-X sarebbe diventata "più grande" se Kane fosse diventato un membro ufficiale. Tuttavia, più tardi, quella notte, disse che Kane non sarebbe stato accolto a seguito di un incontro con i Dudley Boyz, affermando che non ci sarebbero stati ulteriori membri. La stessa notte, i membri della D-X furono "cacciati" da Austin, il quale catturò Road Dogg in una trappola per gli orsi, Billy Gunn in un cappio e, infine, prese l'intero gruppo in una rete. Da allora in poi, Kane (essendo intervenuto quella sera, insieme a The Rock, in aiuto di Austin) e X-Pac ebbero un feud, con X-Pac che alla fine rubò la "fidanzata" di Kane, Tori, il 27 gennaio del 2000, la quale diventò un membro della D-X. Triple H si sposò con Stephanie McMahon, che da quel momento cominciò a far parte del gruppo. Nel corso di questo periodo, la D-X ebbe un feud con wrestler del calibro di Austin, The Rock, Shane McMahon, Mankind/Cactus Jack, Chris Jericho e Kane. Fino alla metà del 2000, la D-X rimase un gruppo forte e unito.
Nei primi mesi del 2000, tuttavia, Billy Gunn fu messo fuori gioco per diversi mesi dopo aver subito un infortunio durante un match con i Dudley Boyz. X-Pac si rimise ancora una volta con Road Dogg, ma i due raggiunsero mai le vette che raggiunsero invece i New Age Outlaws. A WrestleMania 2000, Vince McMahon aiutò Triple H a mantenere il suo titolo da The Rock. Il gruppo fu ufficialmente soprannominato McMahon-Helmsley Faction. Il 30 marzo, X-Pac e Tori assisterono al match tra Stephanie McMahon e Jacquelyn. Il 12 aprile, Steve Austin utilizzò una gru per far cadere una trave di acciaio sul tour bus D-X Express, schiacciando il bus nel parcheggio.The Rock sconfisse Triple H a Backlash in un match che vide il breve ritorno di Steve Austin alla WWF. Anche se Triple H riconquistò il titolo nel mese successivo a Judgment Day, il gruppo a poco a poco si distrusse. Road Dogg e X-Pac divennero frustrati dalla mancanza di successo come tag team e cominciarono a scontrarsi tra loro in diversi match, che si conclusero in un match a SummerSlam, dove vinse X-Pac.
Il 6 novembre 2000, in un episodio di Raw Is War, il gruppo temporaneamente rientrato (ad eccezione di X-Pac, che era infortunato) sconfisse The Radicalz (Chris Benoit, Eddie Guerrero, Dean Malenko e Perry Saturn) in un eight-man tag team match. Prima del match, il gruppo utilizzò la vecchia entrata (con la folla che diceva: "Suck it!"); tuttavia, questa riunione fu di breve durata. Chyna, Billy Gunn, Road Dogg e K-Kwik (il nuovo partner di Road Dogg) diedero vita ad una rivalità contro i Radicalz quel mese, che portò ad un match a Survivor Series; il match fu vinto da questi ultimi.

### Faida tra Triple H e Shawn Michaels (2002–2004)
La D-X, dopo questi eventi, rimase invisibile e in silenzio fino a quando Shawn Michaels tornò nella WWE nel 2002. Il 22 luglio, nella puntata di Raw, una settimana dopo la rottura dell'nWo, Triple H consegnò a Michaels, in occasione del suo compleanno, una maglietta con il logo della D-X, suggerendo, così, una riforma del gruppo e rendere la vita un inferno ad Eric Bischoff. I due, quella notte, entrarono con la loro vecchia musica; Triple H, tuttavia, prese in giro Michaels. Egli, infatti, aveva utilizzato la scusa della reunion come uno stratagemma per poterlo attirare sul ring, eseguendogli, così, la Pedigree a tradimento; questo rese, ancora una volta, Triple H un heel. Tale atto portò al ritorno sul ring di Michaels a SummerSlam, in un unsanctioned match, il quale fu il primo di una lunga serie di match, culminati in un hell in a cell match a Bad Blood nel 2004, con la vittoria di Triple H.

### Tag Team (2006–2007; 2009–2010)

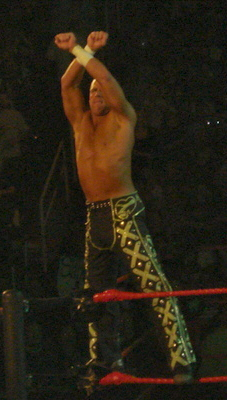
Michaels mentre incrocia le braccia formando una "X"

Nel 2006, si verificarono una serie di eventi che accennarono a un ritorno della D-Generation X. A Wrestlemania 22, in particolare, Triple H e Shawn Michaels, durante i loro rispettivi match, eseguirono l’insulto caratteristico della D-X. I due continuarono a replicarlo anche negli episodi successivi di Raw, in cui Michaels era impegnato in un feud con Vince e Shane McMahon e Triple H era concentrato sul WWE Championship, ostacolato ripetutamente da McMahon. Il 12 giugno, nell’edizione di Raw, Shawn Michaels intervenne per difendere Triple H in un Gauntlet match contro lo Spirit Squad; il duo li sconfisse ed è qui che la D-Generation X si riformò definitivamente. La D-X, successivamente, cominciò a prendere in giro la Spirit Squad, i McMahons (Vince e Shane) e Jonathan Coachman per diverse settimane. Il 26 giugno, a Raw, Triple H impersonò Vince McMahon, deridendolo, parlando del suo amore per i "dicks" (riferendosi a Dick Ebersol, Dick Clark, e Dick Cheney, così come, principalmente, al membro maschile), mentre Michaels impersonò Shane McMahon, ballando sul ring fino a quando "Vince" non gli avrebbe detto di fermarsi. Quando Vince, Shane e la Spirit Squad arrivarono per affrontarli, furono prontamente scaricati su di loro i rifiuti organici umani di un bagno chimico. Il 3 luglio, nell'edizione di Raw successiva, Vince vietò alla D-X, a causa delle loro azioni del 26 giugno, di entrare nell'arena; la D-X, però, rispose infiltrandosi all'interno del camion di produzione ed eseguirono una serie di scherzi su Mr. McMahon (come ad esempio, una telecamera che riprendeva McMahon in un bagno pubblico e tutto ciò veniva mostrato sul titantron di Raw davanti a migliaia di spettatori; oppure la manomissione del suo microfono, alterando così la sua voce, ecc.). Alla fine della puntata, quando McMahon era dentro la sua limousine, scoppiarono dei fuochi d'artificio e, mentre il chairman della WWE stava uscendo dalla macchina, la D-X lo salutò con delle stelle filanti, augurandogli un buon 4 luglio. Il 21 agosto, a Raw, la D-X vandalizzò il jet privato di McMahon da 30000000 $, poi fece la stessa cosa con la palestra della WWE ed, infine, con la sua limousine. Durante il loro feud, la D-X sconfisse lo Spirit Squad a Vengeance e a Saturday Night's Main Event e batté i McMahons a SummerSlam. A Unforgiven, in un three-on-two handicap hell in a cell match, Triple H e Shawn Michaels sconfissero i McMahons e Big Show.
L'altro feud che ebbe la D-X fu con i Rated RKO (Edge e Randy Orton). A Cyber Sunday, Jonathan Coachman fu l'arbitro speciale per il match insieme ad Eric Bischoff. Bischoff permette l'uso illegale di una sedia d'acciaio per dare ai Rated-RKO la vittoria, segnando la prima sconfitta della D-X dalla loro reunion nel giugno 2006. Alle Survivor Series, Michaels e Triple H insieme ad CM Punk, e dei The Hardy Boyz (Matt e Jeff Hardy) batterono Edge, Randy Orton, Johnny Nitro, Mike Knox, e Gregory Helms. In seguito ebbero un match titolato per i titoli di coppia a New Year's Revolution contro Edge e Orton. Il match finì in no contest dopo che Michaels colpì l'arbitro. Durante il match Triple H si infortunò lievemente ai quadricipiti. Dopo il match, Shawn picchiò gli avversari con una sedia. Dopo l'infortunio di Triple H, Shawn Michaels continuò a sostenere l'immagine della D-X da solo. Durante questo periodo, vinse il World Tag Team Championship con John Cena, così come affrontò Cena a WrestleMania 23 per il WWE Championship. Michaels avrebbe continuato a utilizzare la musica d'ingresso della D-Generation X fino a dopo Backlash, a quel punto egli ritornò alla sua musica d'ingresso e all'abbigliamento tradizionale. Michaels e Triple H collaborarono di nuovo il 28 gennaio 2008, nella puntata di Raw, dove sconfissero Umaga e Snitsky. Il 29 settembre 2008, a Raw, Triple H e Shawn Michaels si riunirono come D-X e affrontarono Chris Jericho e Lance Cade. Vinsero per squalifica. Dopo essere stati presi in giro da John Morrison e The Miz per due settimane, nella puntata n° 800 di Raw, la D-X sconfisse il duo. Durante il periodo natalizio, la D-X apparve in numerose vignette per promuovere l'abbigliamento D-X e altra merce della WWE. Nel 2009, a causa del WWE Draft, Triple H venne spostato nel roster di Raw.
Nell'aprile del 2009, Michaels si prese una pausa dalla WWE dopo aver perso contro The Undertaker a WrestleMania XXV. Nel frattempo, Triple H fu coinvolto in una rivalità con Randy Orton e The Legacy (Cody Rhodes e Ted DiBiase). Il feud iniziò in primavera e finì in estate, in cui Triple H lottò soprattutto contro Orton per il WWE Championship. Triple H, alla fine, cominciò a colpire anche The Legacy, perché erano responsabili delle sue perdite contro Orton durante i match. Dopo aver perso una partita contro The Legacy, Triple H dichiarò che avrebbe cercato Michaels per riunire la D-X. Il 10 agosto 2009, nella puntata di Raw, andarono in onda dei segmenti in cui Triple H incontrò Michaels presso una caffetteria in Texas, dove stava lavorando come cuoco; durante i segmenti, Triple H avrebbe cercato di convincere Michaels a tornare alla WWE dopo la pausa. Dopo diversi incidenti durante i segmenti (per esempio quando Shawn veniva sgridato sempre da una bambina), Michaels accettò di collaborare con Triple H ad affrontare The Legacy a SummerSlam. Il 17 agosto nella puntata di Raw, a St. Louis, MO, Michaels e Triple H si riunirono ufficialmente come D-X, ma vennero attaccati dalla Legacy.
Il loro primo match dopo la riunificazione fu contro la Legacy a SummerSlam, in cui vinsero. A Breaking Point, però, persero per mano della Legacy nel primo submission count anywhere match nella storia della WWE. A Hell in a Cell, la D-X sconfisse la Legacy in un hell in a cell match. La D-X sfidò John Cena per il WWE Championship in un triple treat match a Survivor Series, ma nessuno dei due riuscì a vincere il titolo, anche se sono stati in grado di mantenere la loro amicizia. Il 13 dicembre, a TLC: Tables, Ladders & Chairs, la D-X sconfisse i Jeri-Show unificando i titoli di coppia. Il 21 dicembre, Triple H annunciò che Hornswoggle sarebbe stato la nuova mascotte della D-X. Durante l'episodio di Raw dell'11 gennaio 2010, Mike Tyson, che era l'ospite della serata, fece coppia con Chris Jericho per affrontare la D-X; tuttavia, alla fine del match, Tyson tradì Jericho e si riunì alla D-X. Nell'episodio di Raw dell'8 febbraio 2010, la D-X perse i titoli Tag Team contro gli Show-Miz in un triple threat elimination tag team match, dove affrontarono anche la Straight Edge Society. Nell'episodio del 1º marzo, hanno perso il loro rematch per i titoli; questo fu il loro ultimo match prima del ritiro di Michaels. Road Dogg, Billy Gunn e X-Pac utilizzarono i nomi di "D-Generates of Wrestling" and "Team Suck It" durante la loro permanenza nel circuito indipendente prima di tornare nella WWE.

### Varie reunion (2010–presente)

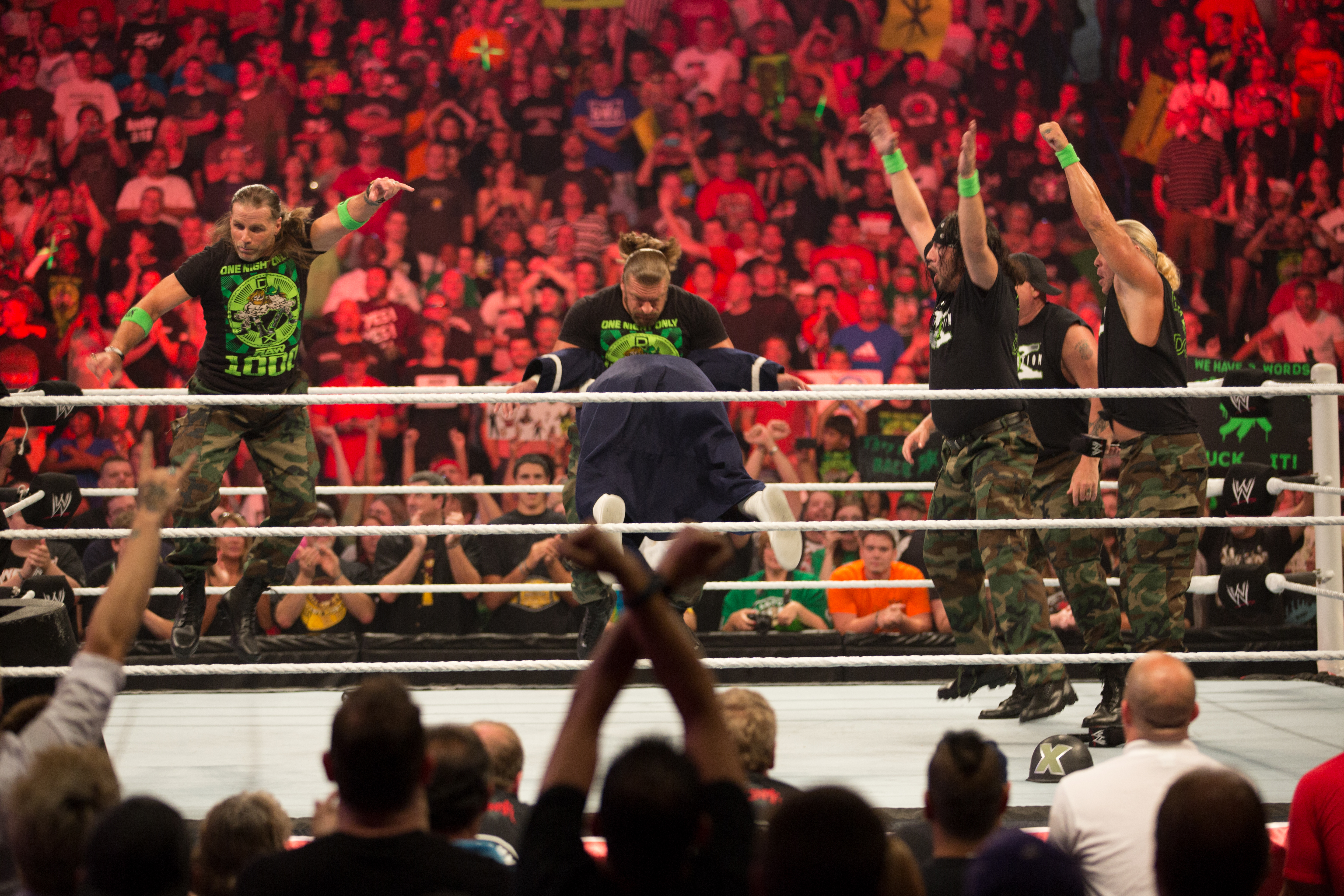
Triple H (circondato da Billy Gunn, Road Dogg e Shawn Michaels) mentre esegue la Pedigree su Damien Sandow a Raw 1000

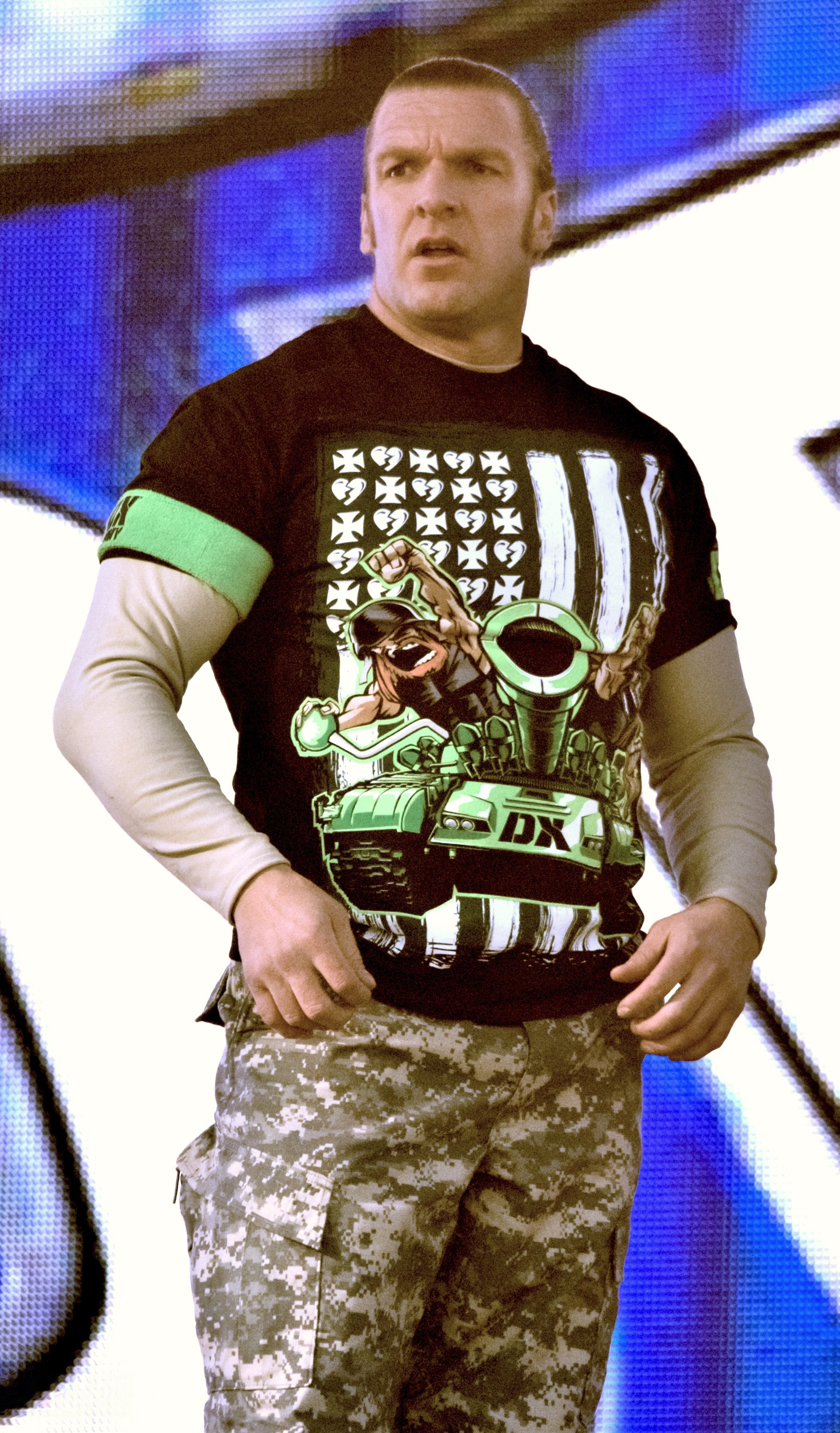
Triple H nel 2010 con la maglia della D-X a Tribute to the Troops

Shawn Michaels e Triple H si riunirono nel 2010, durante il Tribute to the Troops, dopo gli eventi di SmackDown nel 2011 e nel 2012 durante la cerimonia della WWE Hall of Fame, quando introdussero Mike Tyson nella classe di tale anno.
Il 23 luglio 2012, a Raw 1000, Billy Gunn, Road Dogg, X-Pac, Shawn Michaels e Triple H apparvero nuovamente insieme per la seconda volta con tutti e cinque i membri presenti. Il gruppo fu interrotto da Damien Sandow, che subì la X-Mark.
Michaels, Triple H, X-Pac, e Billy Gunn fecero un'altra reunion con Kevin Nash, che fu nominato membro onorario della stable, nella puntata di NXT del 23 gennaio. Il gruppo fu nuovamente interrotto da Damien Sandow, ma che subì nuovamente la X-Mark. Nel marzo 2013, Billy Gunn e Road Dogg riformarono i New Age Outlaws.
Durante la storyline dell'Authority di Triple H, Shawn Michaels ed i New Age Outlaws effettuarono un turn heel contrastando i nemici face di Hunter. Durante questo periodo, i New Age Outlaws vinsero il WWE Tag Team Championship contro i Cody Rhodes e Goldust.
Il 29 marzo 2015, a WrestleMania 31, la D-X ritorna aiutando Triple H nel suo match contro Sting e contrastando l'nWo.
Nella puntata di Raw 25 del 22 gennaio 2018, Billy Gunn, Road Dogg, Shawn Michaels, Triple H e X-Pac sono apparsi per supportare Luke Gallows e Karl Anderson nel loro match contro i Revival (Dash Wilder e Scott Dawson). Il 2 novembre 2018, a Crown Jewel, Shawn Michaels e Triple H hanno rappresentato la D-X sconfiggendo i Brothers of Destruction (Kane e The Undertaker).
Nella puntata di Raw del 18 febbraio 2019, è stata annunciata la futura introduzione della D-Generation X nella WWE Hall of Fame, con la formazione originale formata da Billy Gunn, Road Dogg, Chyna, Shawn Michaels, Triple H e X-Pac.
Nella puntata di Raw del 24 luglio 2019 (Raw Reunion), la D-X (Triple H, Shawn Michaels, Road Dogg e X-Pac) insieme alla Kliq (Kevin Nash e Scott Hall) hanno salvato Seth Rollins da un attacco del OC durante l'incontro tra "The Architect" e A.J. Styles, introducendo Rollins nella D-X come membro onorario (come confermato da Shawn Michaels, in un'intervista al Miz TV, nella puntata di SmackDown della sera successiva).

## Titoli e riconoscimenti
- Pro Wrestling Illustrated
  - Comeback of the Year (1998) X-Pac
  - Tag Team of the Year (1998) Billy Gunn e Road Dogg
- World Wrestling Federation/Entertainment
  - World Tag Team Championship (6) – Billy Gunn e Road Dogg (5), Shawn Michaels e Triple H (1)
  - WWE Tag Team Championship (1) – Shawn Michaels e Triple H
  - WWE Hall of Fame (Classe del 2019) – Billy Gunn, Chyna, Road Dogg, Shawn Michaels, Triple H e X-Pac
- Wrestling Observer Newsletter
  - Worst Feud of the Year (2006) vs. Vince e Shane McMahon